# Babette Haag
Babette Haag (* 31. Oktober 1967 in München) ist eine deutsche Perkussionistin.

## Biographie
Die Tochter der Konzertharfenistin Gudrun Haag (geb. Diel) und des Flötisten Wolfgang Haag (Bayerische Staatsoper München) erhielt ihren ersten Klavierunterricht mit sechs Jahren. Zusammen mit ihrer Duopartnerin Natascha Schmidt gewann sie in den folgenden Jahren mehrere Preise in der Kategorie „Klavierduo“ beim Klavierwettbewerb Pianohaus Lang, unter anderem erste Preise mit Auszeichnung für ihre Interpretation von Witold Lutosławskis Paganini-Variationen und Sergei Rachmaninows Suite für zwei Klaviere.
Mit siebzehn Jahren hörte sie den damaligen 1. Preisträger des ARD-Wettbewerbs, Peter Sadlo und war so begeistert, dass sie sich zu einem Studium der Schlaginstrumente entschied. Neben ihrer musikalischen Ausbildung schloss sie die Schule 1987 am (musischen) Pestalozzi-Gymnasium München mit dem Abitur ab. Von 1988 bis 1994 studierte sie an der Musikhochschule in Freiburg/Br. Bei Professor Bernhard Wulff, wurde als Preisträgerin des Deutschen Musik-Wettbewerbs in die Bundesauswahl „Konzerte junger Künstler“ aufgenommen und legte in der Saison 1992/93 den Grundstein für ihre Solokarriere mit mehr als 40 Soloauftritten in ganz Deutschland.

## Konzertlaufbahn
Seit Beendigung ihres Studiums im Frühjahr 1994 spielt Babette Haag in verschiedenen Formationen mit: in Percussion-Recitals, Konzerten für Marimba oder Schlagzeug und Orchester, mit dem Percussion Ensemble Pandora oder als Kammermusik-Partnerin (u. a. im Duo Arparimba und Trio TriColore, mit dem Klavierduo Anthony & Joseph Paratore, mit Alexej Lubimov & Alexander Rabinovich, mit Klaus Maria Brandauer oder Bobby McFerrin).
Ihre Auftritte führten sie in viele Länder Europas sowie in die USA, nach Brasilien, Saudi-Arabien, Nicaragua und dem Sudan. Babette Haag ist gern gesehener Gast bei den großen internationalen Musikfestivals und wird von zahlreichen Sinfonie-Orchestern eingeladen (Rheingau Musikfestival, Ludwigsburger Schloßfestspiele, Schleswig-Holstein Musik Festival, Berliner Festwochen, Rundfunkorchester des Bayerischen Rundfunks, Frankfurter Museumsorchester, Staatstheater Oldenburg, Württembergisches Kammerorchester Heilbronn, Musikcollegium Schaffhausen, Polnische Kammerphilharmonie, Philharmonie Thüringen, Dresdner Kapellsolisten oder Sinfonieorchester Plauen/Zwickau).
Ihr Debüt als Solistin gab die Musikerin im Jahr 2004 in Nord- und Südamerika mit Recitals und Konzerten mit Orchester, sowie TV- und Hörfunk-Mitschnitten ihrer Auftritte unter anderem in der Sala Sao Paulo, der renommiertesten Konzertreihe Brasiliens. Im Frühjahr 2005 folgte sie einer Einladung nach Saudi-Arabien und 2006 war sie unter anderem auf dem Luxus-Kreuzfahrtschiff MS Europa auf einer Reise rund um Großbritannien zu hören, bevor sie zu mehreren Konzerten in den Sudan aufbrach.
Im In- und Ausland gibt Babette Haag ihre Erfahrungen in viel besuchten Meisterkursen, Seminaren oder Workshops weiter wie z. B. an den Universitäten von Sao Paulo und Rio de Janeiro, dem College of Music and Drama Khartoum, dem Braunschweig Classix-Festival oder der Musikhochschule Dresden.

## Diskographie
Zurzeit sind vier CDs von Babette Haag erhältlich:
- Magic Drums – Works for Marimba, Drums, Percussion (1998),
- Impressions for Harp and Marimba – mit dem Duo Arparimba (1999),
- Magic Marimba – Solowerke für Marimbaphon (2002)
- Melodies for Percussion – Konzerte für Marimba, Vibraphon, Pauken oder Multipercussion und Orchester – mit dem Württembergischen Kammerorchester Heilbronn unter Ruben Gazarian (2005).

Eine zweite CD mit dem Duo Arparimba „Pas de deux“ wird Anfang Dezember 2008 erscheinen.